# Özgür Ege Nalcı
Özgür Ege Nalcı (* 16. August 2006 in Kocaeli) ist ein türkischer Kinderdarsteller.

## Biografie
Özgür Ege Nalcı wurde am 16. August 2006 in Kocaeli geboren. Er trat in verschiedenen Werbespots, wie Türkcell, auf. Sein Debüt gab er 2012 in der Fernsehserie Muhteşem Yüzyıl. Im selben Jahr trat Nalcı in der Serie Şubat auf. Anschließend war er 2013 in 20 Dakika zu sehen. Außerdem spielte er in Tatar Ramazan mit. 2014 setzte er seine Karriere in Kiraz Mevsimi fort. Unter anderem wurde Nalcı 2015 für den Film Bizim Hikaye gecastet. Von 2018 bis 2020 bekam er in der Serie Tozkoparan die Hauptrolle.

## Filmografie
Filme
- 2015: Bizim Hikaye

Serien
- 2012: Muhteşem Yüzyıl
- 2012: Şubat
- 2013: 20 Dakika
- 2013: Güzel Çirkin
- 2013: Kaçak
- 2013: Tatar Ramazan
- 2014: Kiraz Mevsimi
- 2018–2020: Tozkoparan